# 天牌外伝
『麻雀覇道伝説 天牌外伝 』（マージャンはどうでんせつ てんぱいがいでん）は、来賀友志原作、嶺岸信明作画による日本の麻雀漫画。月刊誌『別冊漫画ゴラク』（日本文芸社）にて2001年3月から連載開始。同誌休刊後は、『漫画ゴラクスペシャル』に移籍して2019年5月15日まで連載された。
『麻雀飛龍伝説 天牌』の登場人物の1人である黒沢義明を主人公とした外伝作品で、本編の主人公である沖本瞬と出会う前の話が描かれる。

## 登場人物

### 黒沢一門
黒沢 義明（くろさわ よしあき）
主人公。“麻雀職人”の異名を持ち、一晩で億の金を稼ぐと謳われる麻雀打ち。
本作では、黒沢の生き様や様々な人物との出会いや別れが描かれている。
本編では無敵の雀士として描かれている彼だが、当作では麻雀の腕が未熟な時代もエピソードとして出てくる。
従って本編では沖本瞬の成長物語であるのに対し、当作では黒沢の成長物語とも言える内容になっている。
谷口 隆（たにぐち たかし）
黒沢の弟子。実家は酒造屋で修行を名目に東京に出ている。麻雀に天狗になっていた頃に黒沢と出会い、弟子を志願する。
黒沢を慕い、その強さに憧れている。調子に乗りやすいが、実力は確かでテクニックに関してはピカイチと黒沢も認める。
伊藤 芳一（いとう よしかず）
黒沢の弟子。現役東大生。サマでやられていたときに黒沢に目にかけられて、サマの腕を鍛えられる。ずば抜けた感性を持つ。

### 複数話登場する人物
ママ
黒沢の行きつけの店である『BAR雅』の店長。オカマだが人情深く人望は厚い。
加倉 耕介
ヤクザの高利貸しをしていた男。ある時組の金を使い込んでしまい制裁を受け、「黒沢に麻雀で負けた」と嘘をついて黒沢を巻き込んでしまうが、黒沢の助けで組を抜ける。以降は喫茶店「一縁」のマスターとなる。
平山
黒沢をして「職人芸」と唸らせるほどの腕の竹細工職人であり、麻雀の腕も相当なものであったが、甥が起こしたトラブルに巻き込まれ、怪我を負って廃業。以降は新宿中央公園でホームレス生活をしている。ホームレスとなった後も、黒沢は何かあるごとに彼のテントを訪れて酒を飲み交わす。
星野 源八
黒沢も認める数少ない「牌で会話出来る男」。故あって殺人の罪で投獄されていた。その経緯から田舎で待つ母のことを想いつつも出所後も帰れずにいたが、黒沢に諭されて帰郷を決意。母が他界した後に黒沢いきつけの雀荘の主を継ぐことになり、多くの人々を見届けていく。
新満 正吉
黒沢の師であり、黒沢が負け越している唯一の人物。特攻隊の生き残りで、死んでいった仲間たちを後世に伝えることを人生の使命とする。感性もツモも相変わらず次元の違いを見せる最強の男。
後藤 正也
伊藤の友人であり同じ東大生。学生選手権より前であるため伊藤とのイザコザもまだ無く、よき友人。海水浴がてら浜辺麻雀をしに行く際に伊藤を通じて黒沢や谷口らと知り合う。
東大生の麻雀仲間としては後藤の他にも数人いるが、後藤は伊藤自らが黒沢に対して「こいつだけはかなり打てるんで」と紹介する腕前。
松本 樹一
全国を旅しながら麻雀を打っている男。腕前はかなりのもので、黒沢とも対等に渡り合うほど。12巻でアメリカに渡った息子がいると語られていたが、34巻では子宝に恵まれなかったと語られた。福島の雀荘で、相手が工夫を凝らした和了を見せた時に『納得したように目を閉じて数度軽く頷く』という黒沢と共通の仕草を持つ20歳の男（後に本編で名が柏木裕也と判明）と出会う。

### ゲスト
北岡 静一（きたおか せいいち）
オンライン麻雀ゲームで日本一の学生。隆と卓を囲み、オンライン麻雀のレベルの高さを見せつける。黒沢は後に「電脳超新星」とされるその才能を見抜いており、「奴が牌を握り始めたら…」と漏らしていた。

## 書誌情報
- 来賀友志（原作）、嶺岸信明（作画） 『天牌外伝』 日本文芸社〈ニチブン・コミックス〉、全37巻
  1. 2003年06月09日発売 ISBN 978-4-537-10202-4
  2. 2004年01月09日発売 ISBN 978-4-537-10263-5
  3. 2004年09月09日発売 ISBN 978-4-537-10330-4
  4. 2005年04月08日発売 ISBN 978-4-537-10393-9
  5. 2005年09月09日発売 ISBN 978-4-537-10434-9
  6. 2005年12月09日発売 ISBN 978-4-537-10461-5
  7. 2006年03月09日発売 ISBN 978-4-537-10483-7
  8. 2006年07月19日発売 ISBN 978-4-537-10512-4
  9. 2006年11月17日発売 ISBN 978-4-537-10551-3
  10. 2007年02月09日発売 ISBN 978-4-537-10600-8
  11. 2007年06月19日発売 ISBN 978-4-537-10656-5
  12. 2007年10月19日発売 ISBN 978-4-537-10728-9
  13. 2008年04月09日発売 ISBN 978-4-537-10809-5
  14. 2008年07月18日発売 ISBN 978-4-537-10851-4
  15. 2008年10月01日発売 ISBN 978-4-537-10886-6
  16. 2009年02月09日発売 ISBN 978-4-537-10927-6
  17. 2009年05月20日発売 ISBN 978-4-537-10962-7
  18. 2009年12月09日発売 ISBN 978-4-537-12537-5
  19. 2010年06月28日発売 ISBN 978-4-537-12609-9
  20. 2010年11月27日発売 ISBN 978-4-537-12680-8
  21. 2011年06月08日発売 ISBN 978-4-537-12751-5
  22. 2011年11月28日発売 ISBN 978-4-537-12812-3
  23. 2012年06月18日発売 ISBN 978-4-537-12902-1
  24. 2012年10月29日発売 ISBN 978-4-537-12943-4
  25. 2013年05月29日発売 ISBN 978-4-537-13038-6
  26. 2013年11月28日発売 ISBN 978-4-537-13098-0
  27. 2014年06月19日発売 ISBN 978-4-537-13176-5
  28. 2014年12月19日発売 ISBN 978-4-537-13240-3
  29. 2015年08月19日発売 ISBN 978-4-537-13325-7
  30. 2016年02月19日発売 ISBN 978-4-537-13408-7
  31. 2016年10月28日発売 ISBN 978-4-537-13499-5
  32. 2017年04月19日発売 ISBN 978-4-537-13573-2
  33. 2017年10月07日発売 ISBN 978-4-537-13499-5
  34. 2018年04月19日発売 ISBN 978-4-537-13730-9
  35. 2018年10月29日発売 ISBN 978-4-537-13831-3
  36. 2019年03月09日発売 ISBN 978-4-537-13891-7
  37. 2019年08月19日発売 ISBN 978-4-537-13962-4

## 実写映画
監督：小沼雄一、主演：松田賢二。
- 麻雀覇道伝説 天牌外伝（2018年11月18日公開、東京 ユーロライブ / DVD：2019年1月5日リリース）
- 麻雀覇道伝説 天牌外伝2（2018年11月18日公開、東京 ユーロライブ / DVD：2019年1月5日リリース）
- 麻雀覇道伝説 天牌外伝3（DVD：2019年12月3日リリース）※Vシネ
- 麻雀覇道伝説 天牌外伝4（DVD：2019年12月3日リリース）※Vシネ

### キャスト
- 黒沢義明：松田賢二
- 谷口隆：溝呂木賢（1）
- 伊藤芳一(よっちん)：久保智裕（1）
- BAR『雅』ママ：笠兼三（1・2）
- 武上：西守正樹（1）
- 佐々木：高原知秀（1）
- 秋本：小手山雅（1）
- 敦子：河村舞（1・2）
- 淳坊：吉田春海（1） / 幼少の淳坊：吉田遥琉（1）
- 岩田：村尾俊明（1）
- 雀荘『四天王』店長：山下徳久（1）
- 雀荘『四天王』店員：関本巧文（1）
- 雀荘『あかね』店長：柿崎弟知（1）
- 武上の連れA：兼原良太郎（1）
- 武上の連れB：鳥飼智久（1）
- 雀荘『緑一色』店員：並河宏樹（1）
- 源八の対面：峯浩兵（1）
- 源八の母：高橋かすみ（1）
- 星野源八：冨家規政（1）
- 雀荘『いこい』店長 おっちゃん：寺田農（1）
- 平山：浜谷康幸（2）
- 平山の妹：尾崎舞（2）
- 組長：清水宏（2）
- 組幹部：崔哲浩（2）
- 耕介：京田寛治（2）
- 雀荘『白虎』店主：槇由紀子（2）
- 京子：木元瑞紀（2）
- 田中：野口雅弘（2）
- 医師：岡安泰樹（2）
- 雀荘『すずらん』店主：張敏賢（2）
- 経営者A：松澤仁晶（2）
- 経営者B：石原和海（2）
- 経営者C：ひらがかんいち（2）

### スタッフ
- 監督・脚本：小沼雄一
- エグゼクティブプロデューサー：森原俊朗
- プロデューサー：川上泰弘
- 原作：「麻雀覇道伝説 天牌外伝」（日本文芸社「ニチブンコミックス」刊）
- 撮影：吉田淳志
- 照明：本間光平
- 美術：山鹿孝起
- 録音：大塚学
- 音楽：宇波拓
- 助監督：金沢勇大・大城義弘
- 衣裳：大内美樹
- メイク：佐々木愛
- 制作：篠崎周馬・貝原クリス亮・名倉愛
- スチール：大蔵俊介
- 効果：横山一洋
- 闘牌協力：最高位戦日本プロ麻雀協会
- 闘牌指導：高倉武士・谷翼・小山直樹・粟野大樹（最高位戦日本プロ麻雀協会）
- 制作：ケイズエンターテインメント
- 製作：オデッサ・エンタテインメント